# Hímera (irmã de Mêmnon)
Hímera ou Hemera, na mitologia grega, foi uma irmã de Mêmnon.
Mêmnon era filho de Titono e Aurora; Titono era filho de Laomedonte, filho de Ilo II e Eurídice, filha de Adrasto. Eos (Aurora) era um dos filhos dos titãs Hiperião e Teia, seus irmãos eram Hélio, o Deus Sol, e Selene, a Deusa Lua.
As tropas que Mêmnon trouxera para ajudar os troianos na guerra haviam ficado em Pafos, onde haviam assassinado o general Pallas, e ficado com o produto da pilhagem.
Os ossos de Mêmnon foram parar com estes soldados, e Hímera, irmã de Mêmnon e filha de Hemera (a deusa Aurora) veio até Pafos reclamar os ossos e o tesouro do irmão. Mas os fenícios, que compunham a maior parte do exército, deram uma escolha a Hímera: ela poderia ficar com os ossos ou com o tesouro, mas não com ambos.
Hímera escolheu os ossos, e levou para a Fenícia, e enterrou-os em Phalliotis, desparecendo em seguida. Neoptólemo, fonte de Díctis de Creta para esta história, apresentou três teorias: (1) que ela desapareceu no pôr do Sol junto com sua mãe (Aurora), (2) que ela se suicidou, deprimida pelo irmão ou (3) que os habitantes de Phalliotis a assassinaram, para roubar o que ela tinha.